# Sito del World Trade Center

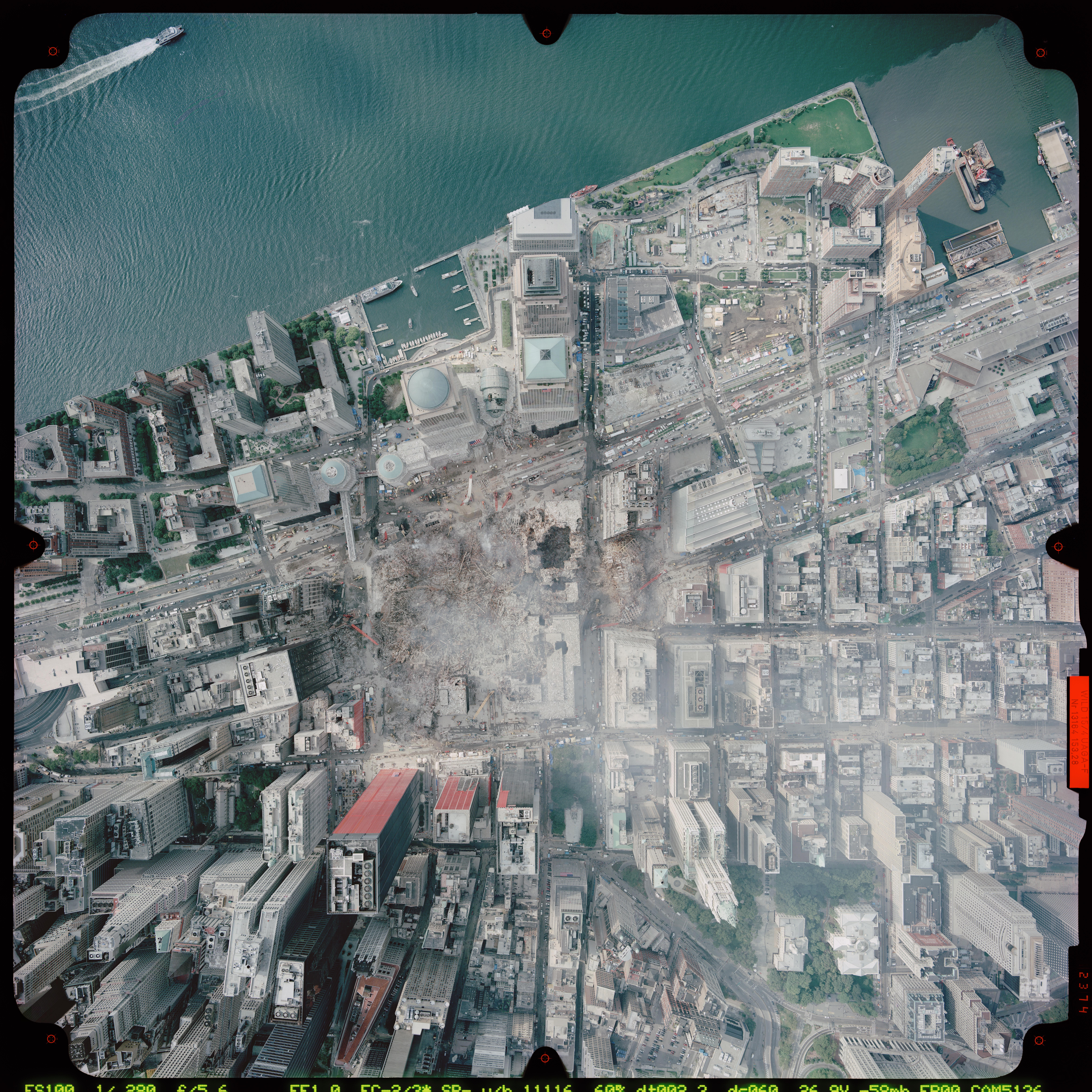
Vista aerea del sito del World Trade Center il 23 settembre 2001.

Il sito del World Trade Center, noto anche come "Ground Zero" dopo gli attacchi dell'11 settembre 2001, si estende su 16 acri (65.000 m²) a Lower Manhattan, New York. Il complesso del World Trade Center sorgeva sul sito fino a quando non fu distrutto negli attentati. Lo Studio Daniel Libeskind, l'Autorità Portuale di New York e New Jersey, Silverstein Properties e la Lower Manhattan Development Corporation supervisioneranno la ricostruzione del sito. Il sito è delimitato da Vesey Street a nord, da West Side Highway a ovest, da Liberty Street a sud, e da Church Street a est.
Mentre l'Autorità Portuale di New York e New Jersey viene spesso identificata come la proprietaria del WTC, la situazione di proprietà è in realtà alquanto complessa e ambigua. L'Autorità Portuale possiede infatti una parte "significativa" dell'interno del sito, del 16 acri (65.000 m²) ma non possiede tutto il sito. Non è chiaro infatti chi possiederà i 2,5 acri (10.000 m²) del sito che verranno utilizzati per costruire strade.

## Prima del World Trade Center
La parte occidentale del sito del World Trade Center era originariamente sotto il fiume Hudson, con il litorale nelle vicinanze di Greenwich Street. Su questa linea costiera, vicino all'incrocio tra Greenwich Street e l'ex Dey Street, la nave olandese dell'esploratore Adriaen Block, il Tyger, fu bruciata alla linea di galleggiamento nel novembre del 1613, stratificando Block e la sua squadra e costringendoli a immergersi sull'isola. Costruirono il primo insediamento europeo a Manhattan. I resti della nave sono stati sepolti sotto la discarica quando la linea costiera è stata estesa a partire dal 1797 e sono state scoperte durante lavori di scavo nel 1916. I resti di una nave del XVIII secolo sono stati trovati nel 2010 durante gli scavi nel sito. La nave, ritenuta una sloop sul fiume Hudson, è stata trovata appena a sud dove erano le Torri Gemelle, circa 20 metri sotto la superficie.
L'area che è stata liberata per la costruzione del complesso originale del World Trade Center che era precedentemente occupata da vari negozi di elettronica in quello che si chiamava Radio Row. Queste strade e negozi sono stati demoliti negli anni '60 per far posto al World Trade Center.

## Attentati dell'11 settembre 2001
La mattina dell'11 settembre 2001, due aerei diretti a Los Angeles vennero dirottati e fatti intenzionalmente schiantare contro le due torri gemelle del World Trade Center. Le torri crollarono nel giro di due ore dalle collisioni. Gli attacchi furono pianificati ed eseguiti da terroristi islamici affiliati ad Al-Qaeda, provocando la morte di quasi 3 000 persone. Dopo gli attacchi, i lavoratori ospedalieri e i funzionari di polizia cominciarono a riferirsi al sito del World Trade Center come Ground Zero.

## Detriti

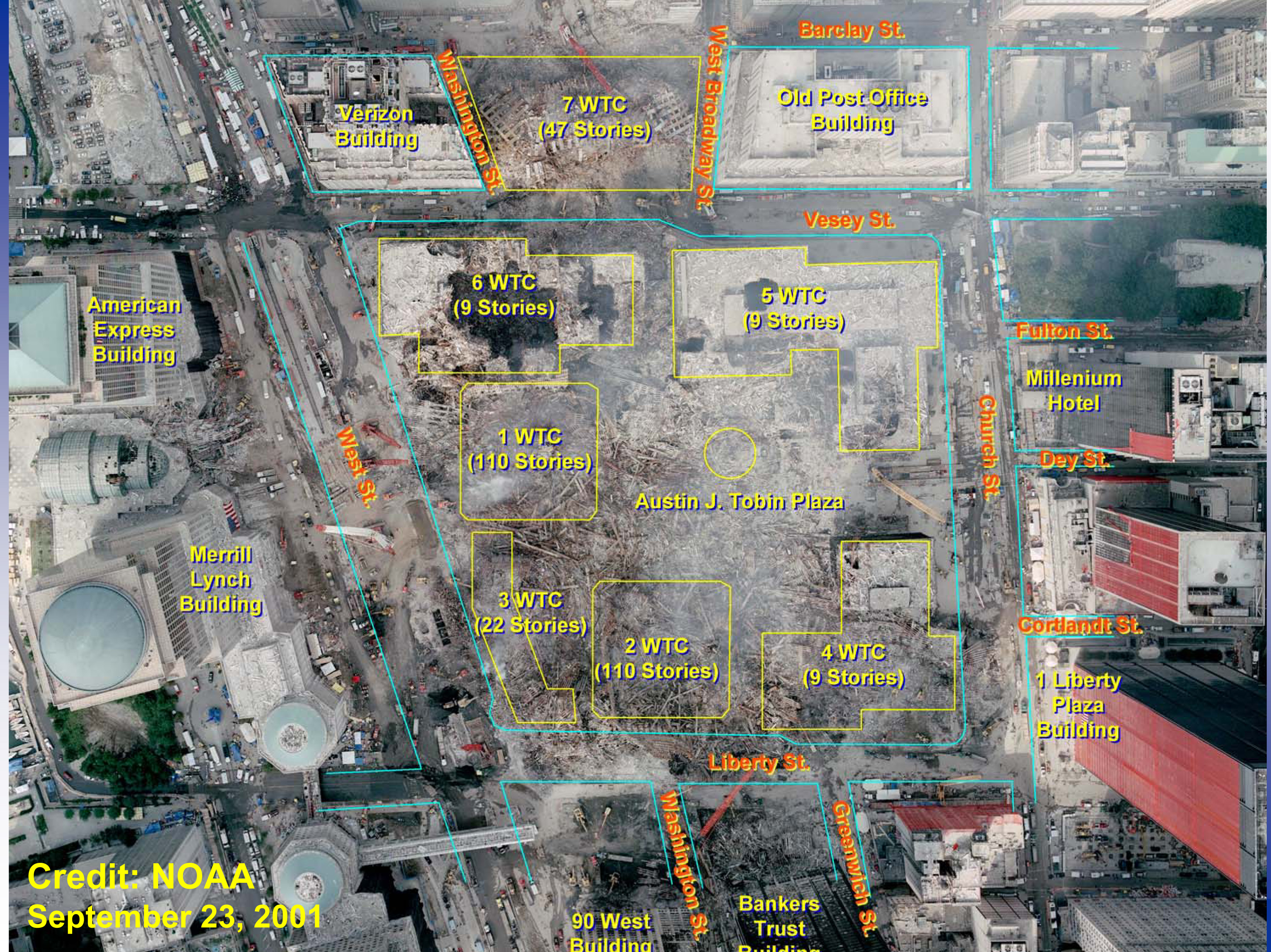
Immagine satellitare del sito del World Trade Center dopo gli attacchi con l'ubicazione delle Torri Gemelle e altri edifici del complesso sovrapposta al campo di detriti.

Il crollo delle torri ha lasciato centinaia di migliaia di tonnellate di detriti sul sito. Per organizzare la pulizia, la ricerca di sopravvissuti e la ricerca dei resti umani, il New York Fire Department ha diviso il luogo del disastro in quattro settori, ciascuno guidato da un suo capo. Le prime stime suggerivano che la rimozione di detriti sarebbe durata un anno, ma la pulizia si è conclusa nel maggio 2002. Tre anni più tardi, nel febbraio 2005, l'ufficio del New York Medical Examiner ha concluso il processo di identificazione di resti umani nel sito.

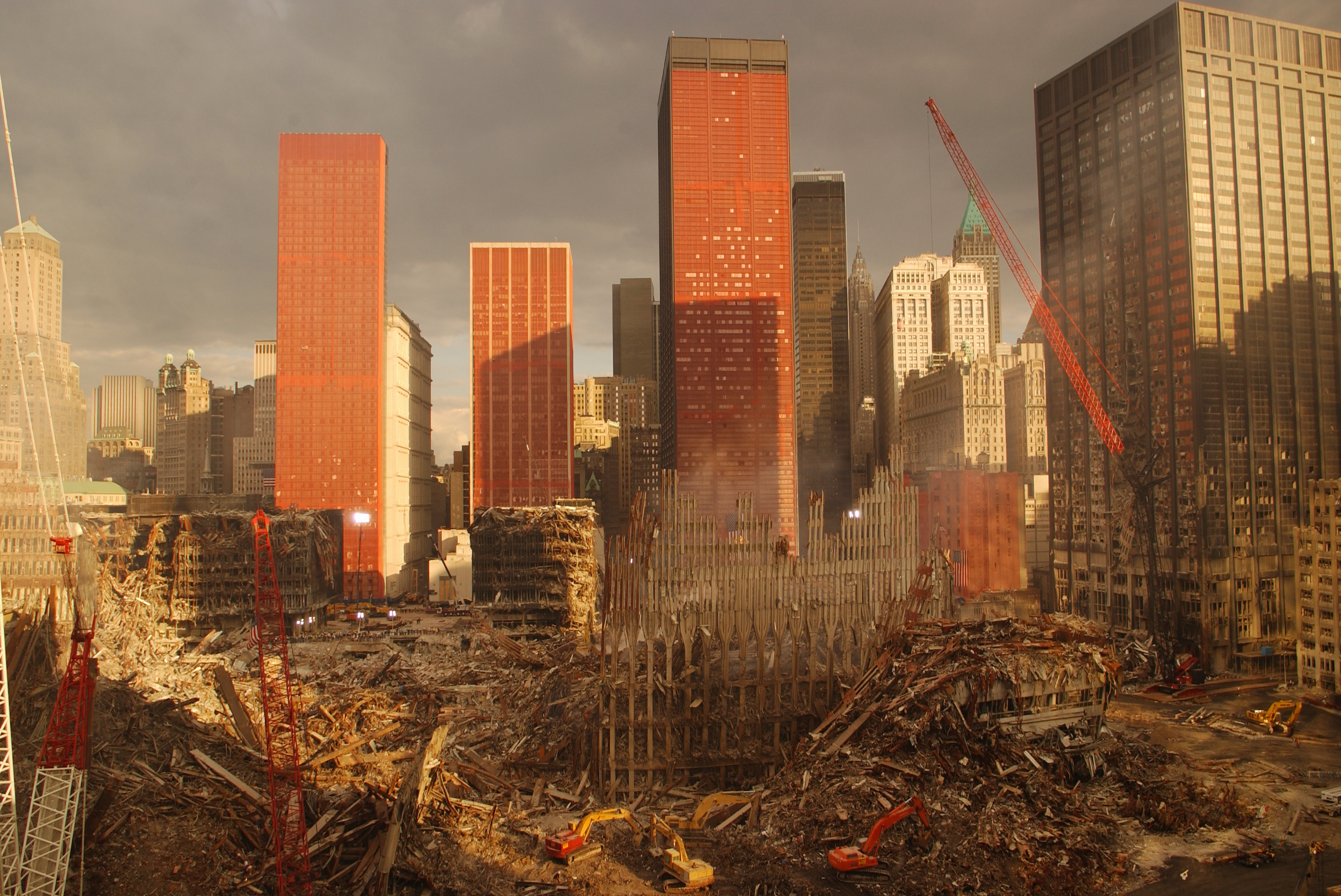
Il sito del World Trade Center 17 giorni dopo gli attacchi dell'11 settembre 2001. Gli edifici che circondano il sito sono dotati di rete per prevenire ulteriori danni.

Secondo gli esperti, quando il WTC 1 (Torre Nord) è crollato, i detriti hanno colpito il 7 World Trade Center e numerosi fuochi si sono accesi su più piani. Gli incendi incontrollati hanno portato quindi al crollo progressivo della struttura. I detriti della Torre Sud hanno anche danneggiato il vicino Deutsche Bank Building. Nel 2002, la Deutsche Bank ha stabilito che il suo edificio era irrecuperabile e a fine gennaio 2011, il Deutsche Bank Building era completamente demolito.
Nell'agosto del 2008, i vigili del fuoco della città di New York hanno donato una croce fatta con i resti del World Trade Center.
Nel dicembre 2001, una piattaforma di osservazione temporanea a Fulton Street, tra Church Street e Broadway, ha aperto al pubblico.
In data 11 marzo 2002, 88 proiettori sono stati installati e disposti in modo da formare due fasci di luce dritti verso il cielo. Questa installazione venne chiamata Tribute in Light, e fu originariamente illuminata ogni giorno al crepuscolo fino al 14 aprile successivo. Dopo di che, le luci vengono accese a ogni anniversario dell'attacco.

## Archeologia
Nel luglio 2010 un team di archeologi ha scoperto i resti di una barca lunga 9,8 m di più di 200 anni; probabilmente è stata costruita nel XVIII secolo. La barca era stata ponderata per poterla affondare come parte delle fondazioni per un nuovo molo. Campioni del suo legno sono stati presi per la dendrocronologia.

## Ricostruzione
Subito dopo gli attacchi dell'11 settembre, il sindaco Rudy Giuliani, il governatore George Pataki e il presidente George W. Bush hanno promesso di ricostruire il World Trade Center. Il giorno degli attacchi, Giuliani ha dichiarato: "Noi ricostruiremo. Noi ne usciremo più forti di prima: più forti politicamente, più forti economicamente". Durante una visita al sito il 14 settembre 2001, Bush ha parlato attraverso un megafono ad una folla di lavoratori che si occupavano della rimozione dei detriti. Un individuo tra la folla ha gridato: "Io non ti sento!", a cui Bush ha risposto: "Io ti sento. Il resto del mondo ci sente. E le persone che hanno buttato giù questi edifici ci sentiranno al più presto".

### Lower Manhattan Development Corporation
Nel novembre 2001 il governatore Pataki ha istituito il Lower Manhattan Development Corporation (LMDC), una commissione ufficiale per sorvegliare il processo di ricostruzione. Il LMDC assisterà nel processo di ricostruzione l'autorità portuale, Larry Silverstein e lo studio di Daniel Libeskind, l'architetto che ha progettato Master Plan per la ricostruzione del sito. La società gestisce anche la comunicazione con la comunità locale, le imprese, la città di New York e i parenti delle vittime degli attentati dell'11 settembre.

### Le prime proposte per la ricostruzione
Nei mesi successivi agli attentati, architetti e urbanisti esperti hanno tenuto incontri e forum per discutere le idee per la ricostruzione del sito.
Nell'aprile 2002, il LMDC ha inviato richieste di proposte per ridisegnare il sito del World Trade Center a 24 studi di architettura di Manhattan, ma poi presto li ritirò. Il mese seguente, il LMDC selezionò Beyer Blinder Belle, come progettista per la riprogettazione del sito del World Trade Center. Il 16 luglio 2002, Beyer Blinder Belle ha presentato i progetti per ridisegnare il sito del World Trade Center. Tuttavia i progetti sono stati valutati troppo "poveri" e il LDMC ha annunciato un nuovo, internazionale, concorso per la ricostruzione.

### Concorso del 2002 per il nuovo WTC
In un comunicato stampa dell'agosto 2002, la LMDC ha annunciato uno studio di progettazione per il sito World Trade Center. Il mese successivo, la LMDC, insieme a New York New Visions, una coalizione di 21 aziende per l'architettura, progettazione, architettura paesaggistica e organizzazioni di design, ha annunciato sette semifinalisti. Le seguenti sette imprese di architettura sono state invitate a competere per essere l'architetto master plan per il World Trade Center:
- Foster and Partners Norman Foster
- Studio Daniel Libeskind Daniel Libeskind
- Meier Eisenman Gwathmey Holl (Peter Eisenman Richard Meier Charles Gwathmey e Steven Holl), noto come "New York Five"
- Skidmore, Owings and Merrill
- THINK Team (Shigeru Ban, Frederic Schwartz, Ken Smith, Rafael Viñoly)
- United Architects

### Torri
Il One World Trade Center (chiamato in precedenza "Freedom Tower") è il fulcro del nuovo WTC, ed è stato ultimato il 30 giugno 2013 (per poi essere aperto al pubblico il 3 novembre 2014). L'edificio è alto 417 m, altezza della Torre Nord, con un'antenna che porta l'altezza a 541 m (1 776 piedi). L'altezza dell'edificio (in piedi) si riferisce al 1776, anno della dichiarazione d'indipendenza degli Stati Uniti. La torre è stata una collaborazione tra lo Studio Daniel Libeskind e l'architetto David Childs. Uno dei principali inquilini di questa torre è la società Condé Nast Publications.
L'architetto danese Bjarke Ingles ha progettato la Torre Due, nota anche come 200 Greenwich Street. La caratteristica dell'edificio doveva essere il tetto a forma di quattro diamanti ma poi, nel giugno 2015 è stato rivelato che il Two World Trade Center avrà una forma a blocchi come una ziqqurat. La Richard Rogers Partnership ha progettato la Torre Tre, o 175 Greenwich Street, che si trova di fronte al Memoriale.
La Maki and Associates ha progettato la Torre Quattro, nota anche come 150 Greenwich Street. La Torre Cinque è stata progettata da Kohn Pedersen Fox e si erge dove sorgeva il Deutsche Bank Building. Dopo alcune incertezze sulla costruzione i lavori sono iniziati il 9 settembre 2011. La Torre Sette si trova fuori della proprietà dell'Autorità Portuale. David Childs ne ha eseguito il progetto, l'edificio è stato aperto nel maggio 2006.

### Museo e Memoriale

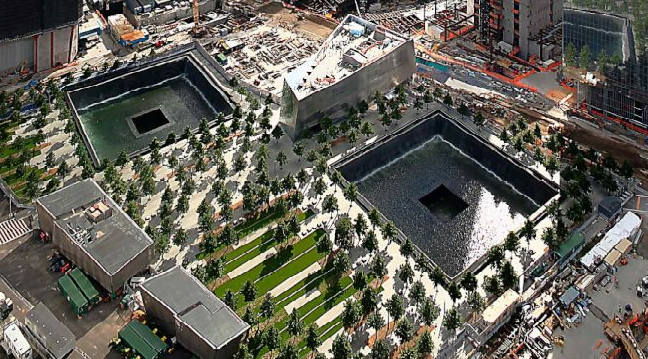
Il memoriale completato con il museo.

Un monumento chiamato "Reflecting Absence" onorerà le vittime degli attentati dell'11 settembre e di quelle del 1993. Il monumento, progettato da Peter Walker e dell'architetto israelo-americano Michael Arad, è costituito da un campo di alberi, interrotto dalle impronte delle torri gemelle. Due piscine di acqua riempiranno le orme.
Walker e Arad sono stati selezionati tra gli oltre 5 000 iscritti al concorso per la costruzione del World Trade Centre Memorial nel gennaio 2004. La costruzione del monumento è stata completata prima dell'11 settembre 2011.
Il 12 ottobre 2004, il LMDC ha annunciato che Gehry Partners LLP e Snøhetta avrebbero progettato rispettivamente il sito e complessi museali.
Il Snøhetta ha progettato il museo che dovrà agire come un museo della memoria e centro visitatori.

### Transportation Hub
Santiago Calatrava ha progettato il World Trade Center Transportation Hub per sostituire la vecchia stazione del World Trade Center. L'Autorità Portuale ha annunciato che raffredderà la nuova stazione, così come il Memoriale e il Museo, tramite uno scambiatore di calore alimentato da quattro tubi che trasportano l'acqua dal fiume Hudson. Il costo per l'hub dei trasporti è stimato a 3,44 miliardi di dollari.

### Altri edifici

#### Chiesa greco-ortodossa San Nicola
I funzionari governativi hanno rinunciato ad un accordo del luglio 2008 per ricollocare la Chiesa greco-ortodossa di San Nicola, l'unica chiesa distrutta negli attacchi dell'11 settembre.
Un accordo è stato raggiunto tra i funzionari della chiesa, il governatore Andrew Cuomo e l'Autorità portuale per ricostruire la chiesa sullo stesso sito, ma tre volte la dimensione originale il 14 ottobre 2011, secondo NY1.

### La critica del progetto
Un episodio della CBS di 60 minuti nel 2010 si è concentrato sulla mancanza dei progressi a Ground Zero, in particolare sulla mancanza di date di completamento per la maggior parte degli edifici, la torre principale, il One World Trade Center (precedentemente conosciuto come la Freedom Tower) ha subìto tre disegni diversi e i ritardi e le spese monetarie coinvolte. L'investitore Larry Silverstein ha detto che la data di stima prevista per l'intero sito dell'Autorità Portuale era il 2037 e miliardi di dollari erano già stati spesi sul progetto, anche se Ground Zero "è ancora un buco nel terreno". Durante un'intervista per l'episodio, Larry Silverstein ha dichiarato: "Io sono la persona più frustrata al mondo... ho settantotto anni, voglio vedere questa cosa fatta nella mia vita". Tuttavia, è stato osservato che all'inizio del 2011 per tutte le cinque torri ufficiali del World Trade Center era iniziata la costruzione.
Il centro sociale del vecchio World Trade Center includeva un ristorante spettacolare al 107º piano, chiamato Windows on the World e il suo bar, definito il più grande del mondo; queste erano attrazioni turistiche di per sé e un luogo di incontro sociale per le persone che lavoravano nelle torri. Questo ristorante ospitava anche una delle più prestigiose scuole di vino negli Stati Uniti, chiamata "Windows sulla scuola del vino mondiale", gestita dalla personalità del vino Kevin Zraly. Malgrado le numerose assicurazioni sulla ricostruzioni di tali attrattive, l'Autorità Portuale ne abbandonò i piani, provocando alcune critiche in merito.

## Costruzione
A settembre 2023, i progressi sulla costruzione del sito sono i seguenti:
| Nome                                      | Immagine | Data di inizio costruzione | Data di completamento | Riepilogo della costruzione | Altezza/ (Altezza con guglia)                    | Stato attuale                    |
| ----------------------------------------- | -------- | -------------------------- | --------------------- | --- | ------------------------------------------------ | -------------------------------- |
| One World Trade Center                    |          | 27 aprile 2006             | 3 novembre 2014       | La costruzione è iniziata nell'aprile del 2006, due anni dopo la posa delle colonne di acciaio e delle fondamenta. Nello stesso anno l'Autorità Portuale ha preso il posto della Silverstein Properties come sviluppatore del progetto. La Tishman Construction Corporation è il direttore dei lavori. È stato inaugurato il 3 novembre 2014. | 417 metri (1 368 ft) (541,32 metri (1 776,0 ft)) | Completato                       |
| Two World Trade Center                    |          | 10 novembre 2008           | Sconosciuto           | La costruzione è iniziata il 1º giugno 2010. Sarà completata nel 2022 - 2023. | 382 metri (1 253 ft) (410 metri (1 350 ft))      | Base completata, torre in attesa |
| Three World Trade Center                  |          | 10 novembre 2008           | 11 giugno 2018        | La costruzione è iniziata nel marzo del 2008. È stata completata l’11 giugno 2018. Nel marzo 2010 Silverstein Properties e l'Autorità Portuale di New York e New Jersey hanno stipulato un accordo per far raggiungere all'edificio i 400 000 metri quadrati di superficie totale; l'edificio doveva raccogliere 300 milioni di dollari per ricevere dei finanziamenti. Nel 2012 vi fu un secondo accordo di far costruire il 3 World Trade Center su oltre 70 piani. | 352 metri (1 155 ft) (383 metri (1 257 ft))      | Completato                       |
| Four World Trade Center                   |          | 22 gennaio 2008            | 13 novembre 2013      | La costruzione è iniziata nel 2008. È stato inaugurato il 13 novembre 2013. | 288 metri (945 ft)                               | Completato                       |
| Five World Trade Center                   |          | 9 settembre 2011           | 2030                  | La costruzione è iniziata il 9 settembre 2011, la fine è prevista per il 2028. L'Autorità Portuale agisce come sviluppatore dell'edificio. | 226 metri (741 ft)                               | Approvato                        |
| Seven World Trade Center                  |          | 7 maggio 2002              | 23 maggio 2006        | Iniziato nel 2002 e inaugurato il 23 maggio 2006, ha ottenuto la certificazione LEED. | 207 metri (679 ft)                               | Completato                       |
| National September 11 Memorial            |          | 13 marzo 2006              | 11 settembre 2011     | Il Memoriale è stato inaugurato l'11 settembre 2011, in occasione del decimo anniversario degli attacchi. |                                                  | Completato                       |
| National September 11 Museum              |          | 13 marzo 2006              | 21 maggio 2014        | Il museo è stato inizialmente previsto per l'apertura dell'11 settembre 2012, un anno dopo l'apertura del Memorial. Tuttavia, la costruzione è stata interrotta nel dicembre 2011 a causa di controversie finanziarie tra l'Autorità Portuale di New York e New Jersey e la National September 11 Memorial and Museum Foundation, decidendo chi dovrebbe essere responsabile dei costi dell'infrastruttura. Queste controversie sono state risolte e la costruzione è ripresa il 13 marzo 2012. Altri ritardi sono stati causati quando l'uragano Sandy ha significativamente danneggiato il sito nel novembre 2012. Il museo è stato completato e aperto alle famiglie delle vittime il 15 maggio 2014 e aperto al pubblico il 21 maggio 2014. |                                                  | Completato                       |
| World Trade Center Transportation Hub     |          | 26 aprile 2010             | 3 marzo 2016          | La stazione è stata aperta il 3 marzo 2016. |                                                  | Completato                       |
| Fulton Center                             |          | 2005                       | 10 novembre 2014      | La stazione è stata aperta il 10 novembre 2014. |                                                  | Completato                       |
| Westfield World Trade Center              |          | 2007                       | 16 agosto 2016        | Il centro commerciale è stato aperto il 16 agosto 2016. |                                                  | Completato                       |
| Ronald O. Perelman Performing Arts Center |          | 31 agosto 2017             | 13 settembre 2023     | Fino al 2014 la zona destinata era occupata dalla stazione temporanea della PATH. Con l'apertura della stazione permanente i lavori sono cominciati nel 2017 e dovrebbero finire nel 2023. |                                                  | Completato                       |
| Vehicular Security Center                 |          | 10 novembre 2011           | 2017                  | I lavori sono iniziati il 10 novembre 2011 e sono stati completati nel 2017. |                                                  | Completato                       |
| Liberty Park                              |          | 20 novembre 2013           | 29 giugno 2016        | I lavori sono iniziati il 20 novembre 2013 e sono finiti il 29 giugno 2016. |                                                  | Completato                       |
| Chiesa greco-ortodossa di San Nicola      |          | 18 ottobre 2014            | 6 dicembre 2022       | I lavori sono iniziati nel 2014 e la chiesa è stata edificata all'incrocio di Liberty e Greenwich Street. La chiesa è stata consacrata il 4 luglio 2022. |                                                  | Completato                       |
| Fiterman Hall                             |          | marzo 2008                 | 27 agosto 2012        | I lavori dell'edificio sono iniziati nel 2008 e sono stati completati nel 2012. |                                                  | Completato                       |

### Galleria della ricostruzione

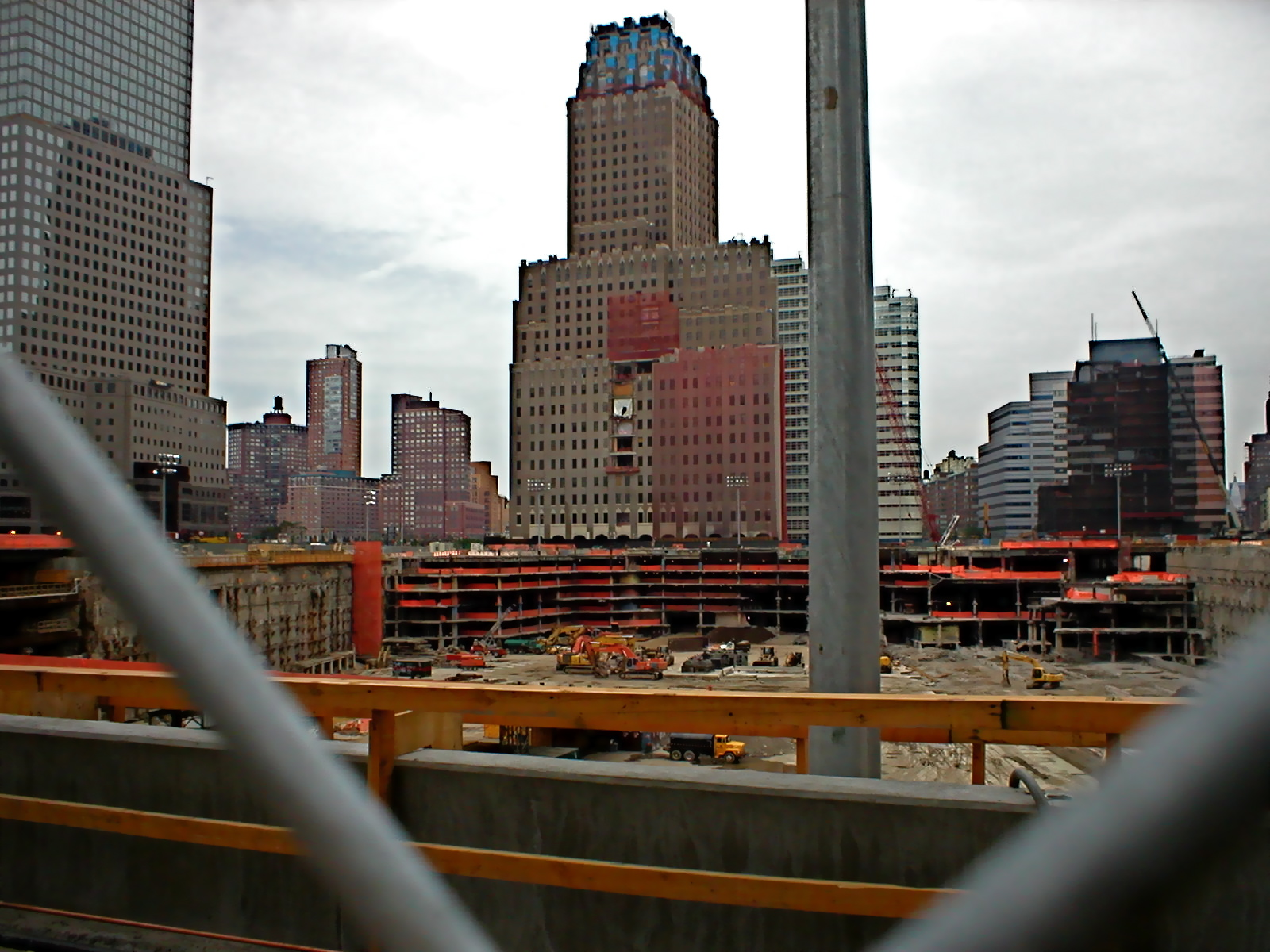
Luglio 2002.
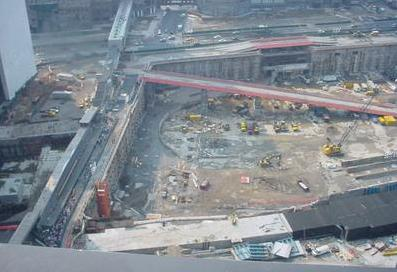
Il sito del World Trade Center dopo la pulitura, 2003.
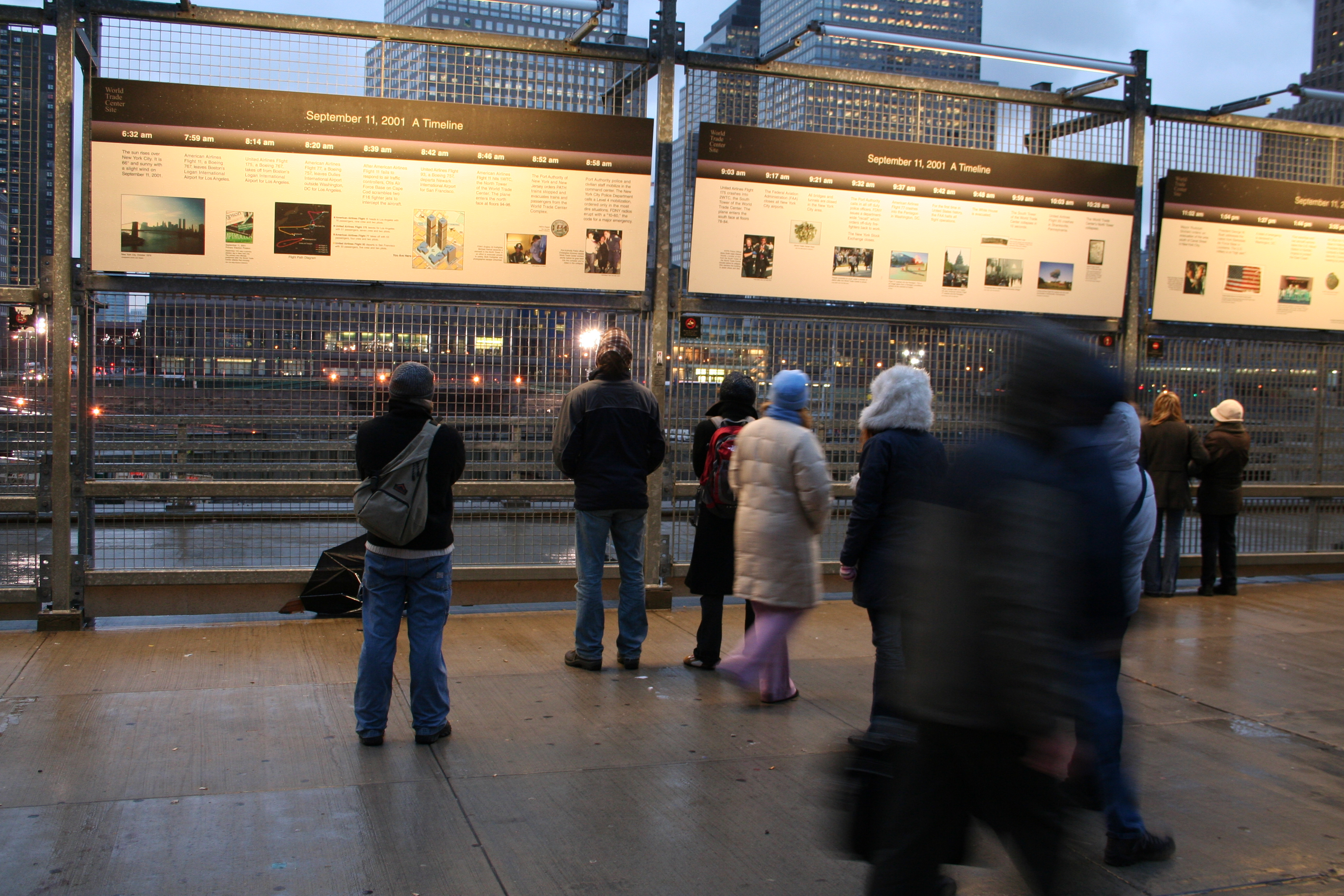
Il sito nel 2005.
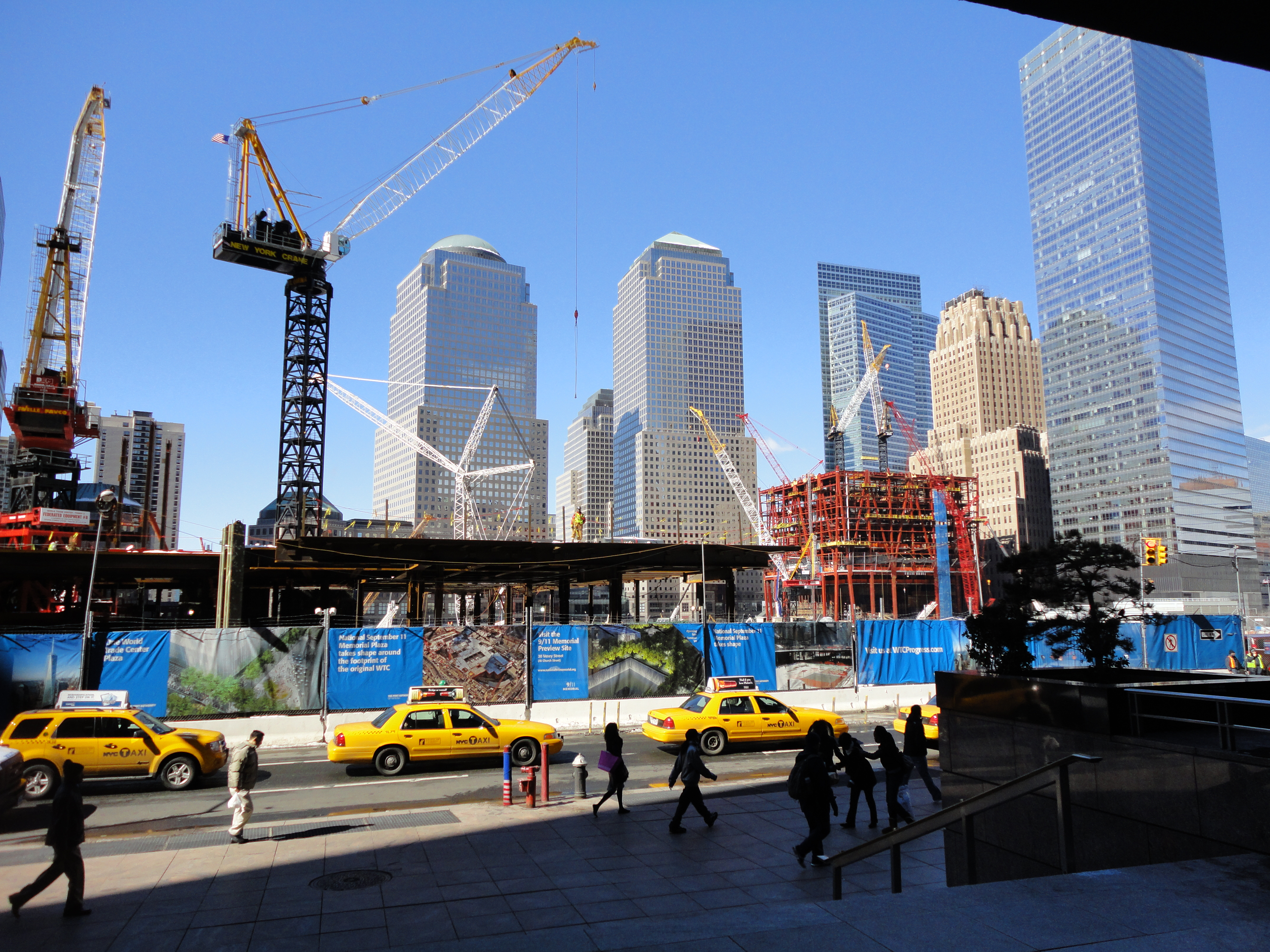
La costruzione il 2 marzo 2010.
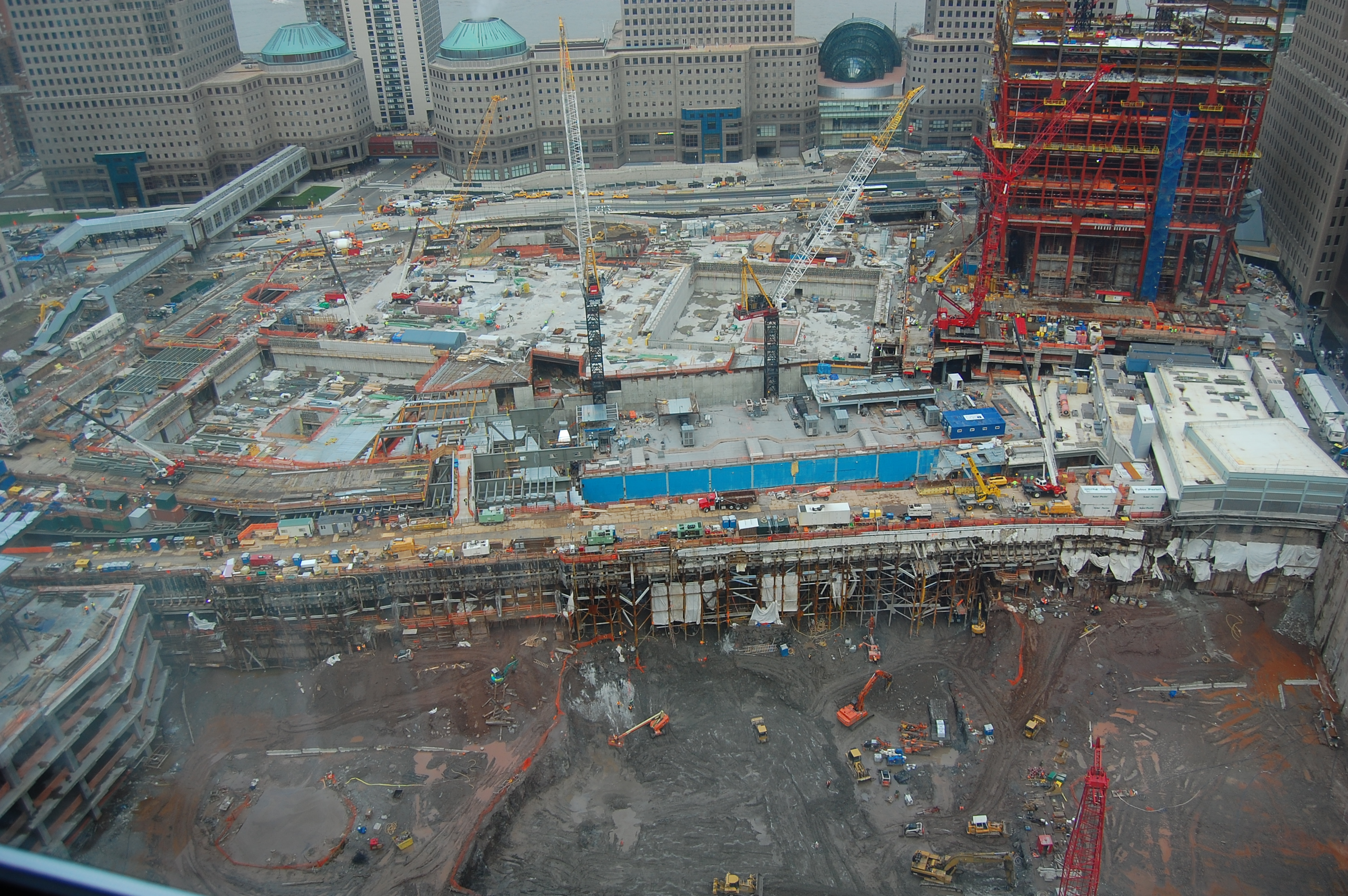
Aprile 2010.
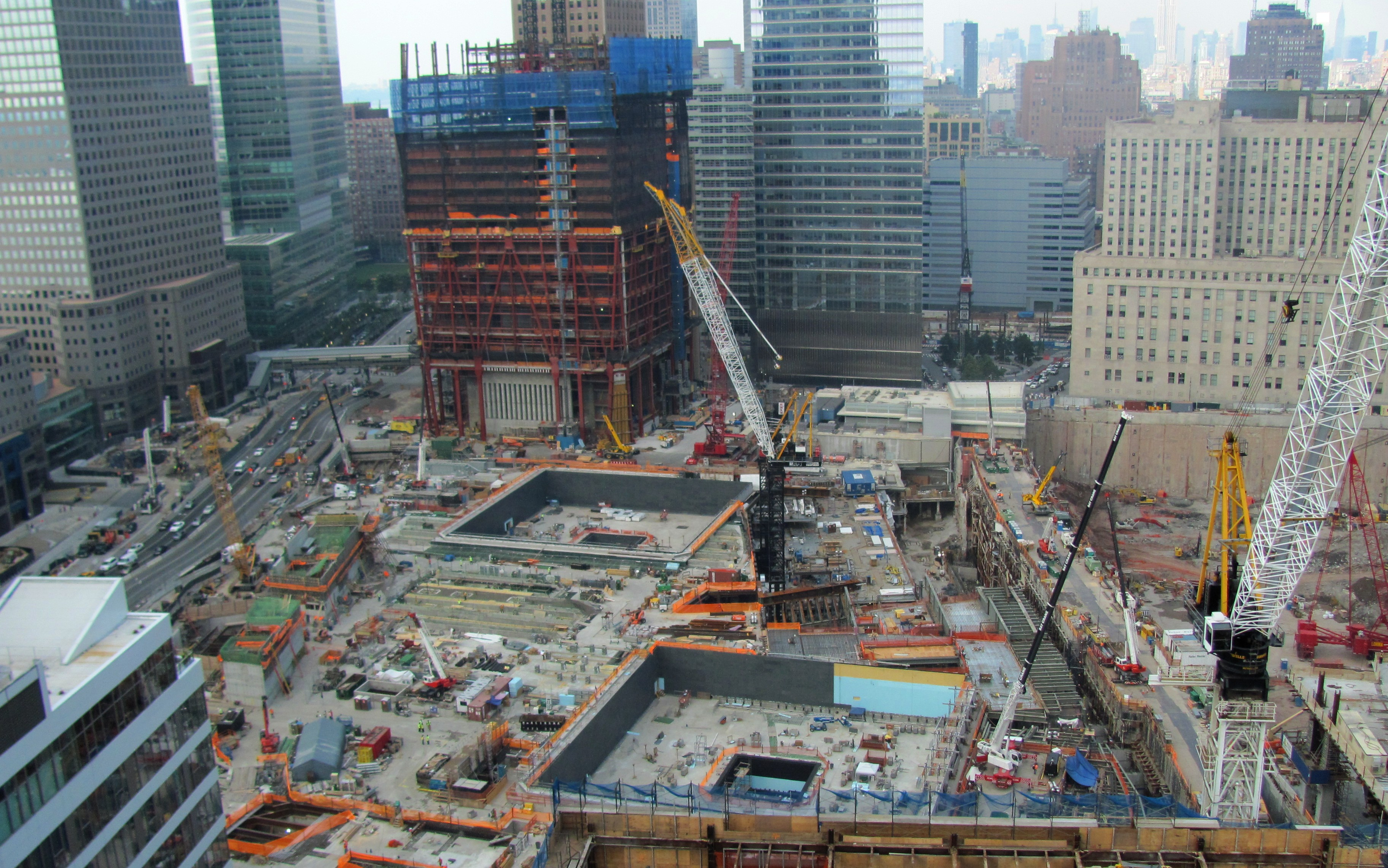
Il sito il 28 luglio 2010.
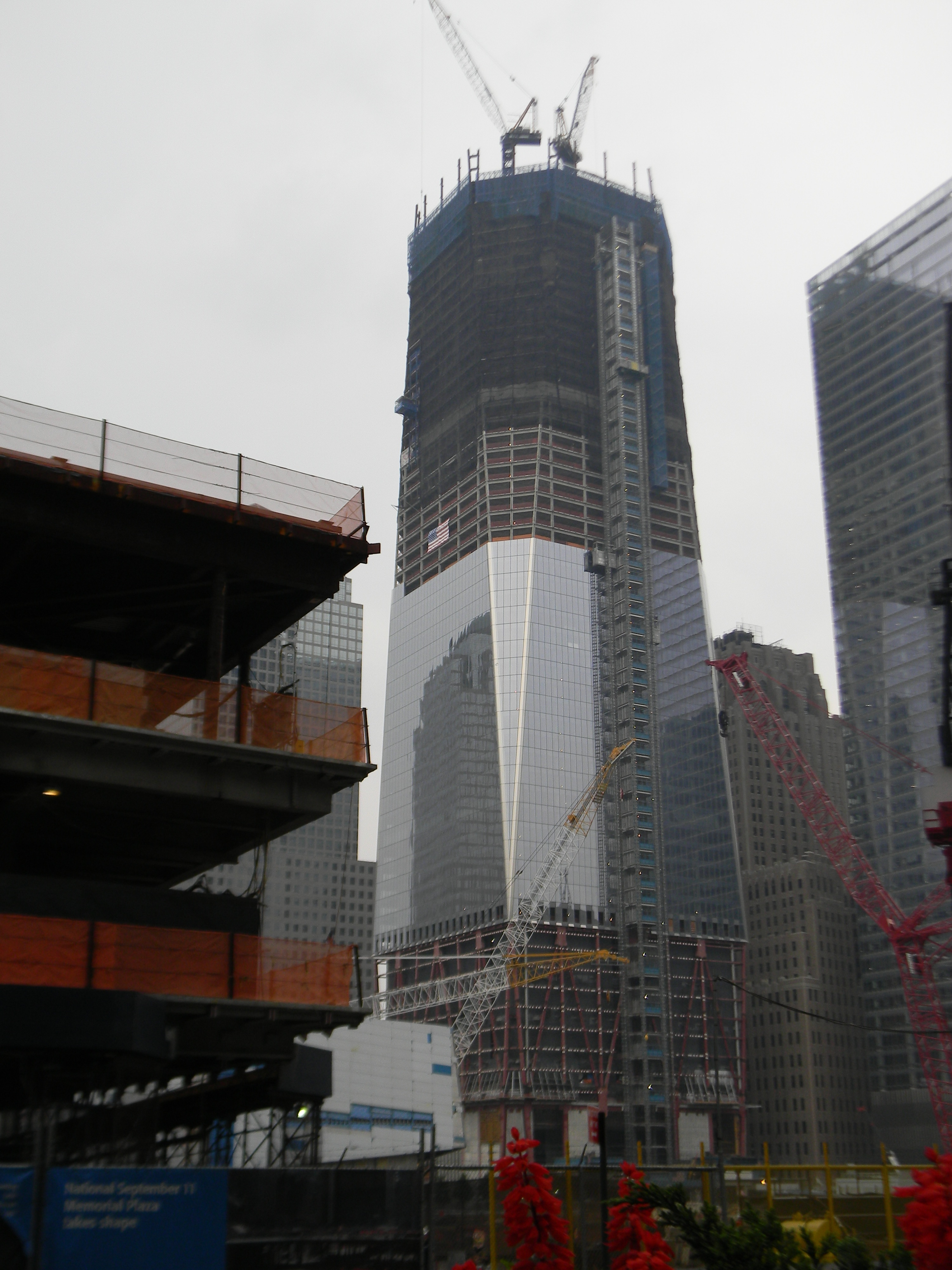
One World Trade Center il 1º giugno 2011.
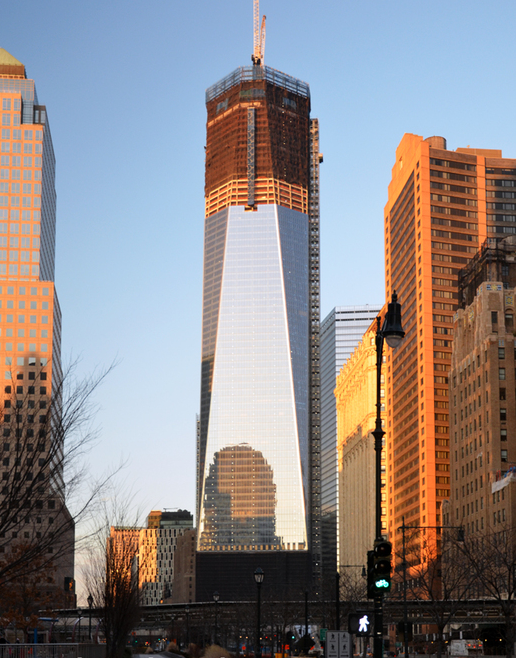
One World Trade Center il 28 gennaio 2012.